# Wardarina kugleri
Wardarina kugleri là một loài ruồi trong họ Tachinidae.